# Estação Leningradskaya
A Estação Leningradskaya foi uma estação de pesquisa antártica soviética, localizada no litoral norte da Terra de Victoria, na Costa de Oates. Foi aberta em 25 de fevereiro de 1971 pelos membros da 15ª Expedição Antártica Soviética. Foi fechada em 1991, mas durante seu tempo de operação hospedou estudos sobre a meteorologia, o magnetismo da Terra, a oceanologia e a glaciologia.
Em fevereiro de 2006, Valeriy Lukin, o chefe da Expedição Antártica Russa (EAR), disse:
Existem planos de abrir as estações 'desativadas': Molodyozhnaya, Leningradskaya e Russkaya, na temporada de 2007-2008. Isto trará grandes benefícios porque estas estações são localizadas no Setor Pacífico da Antártida, que está parcamente coberto por estudos científicos.

## Ligações Externas
- Sítio Oficial do Instituto de Pesquisa Antártica e Ártica
- Estação Leningradskaya da AARI
- Instalações Antárticas da COMNAP
- Mapa de Instalações Antárticas da COMNAP